# Arrouya

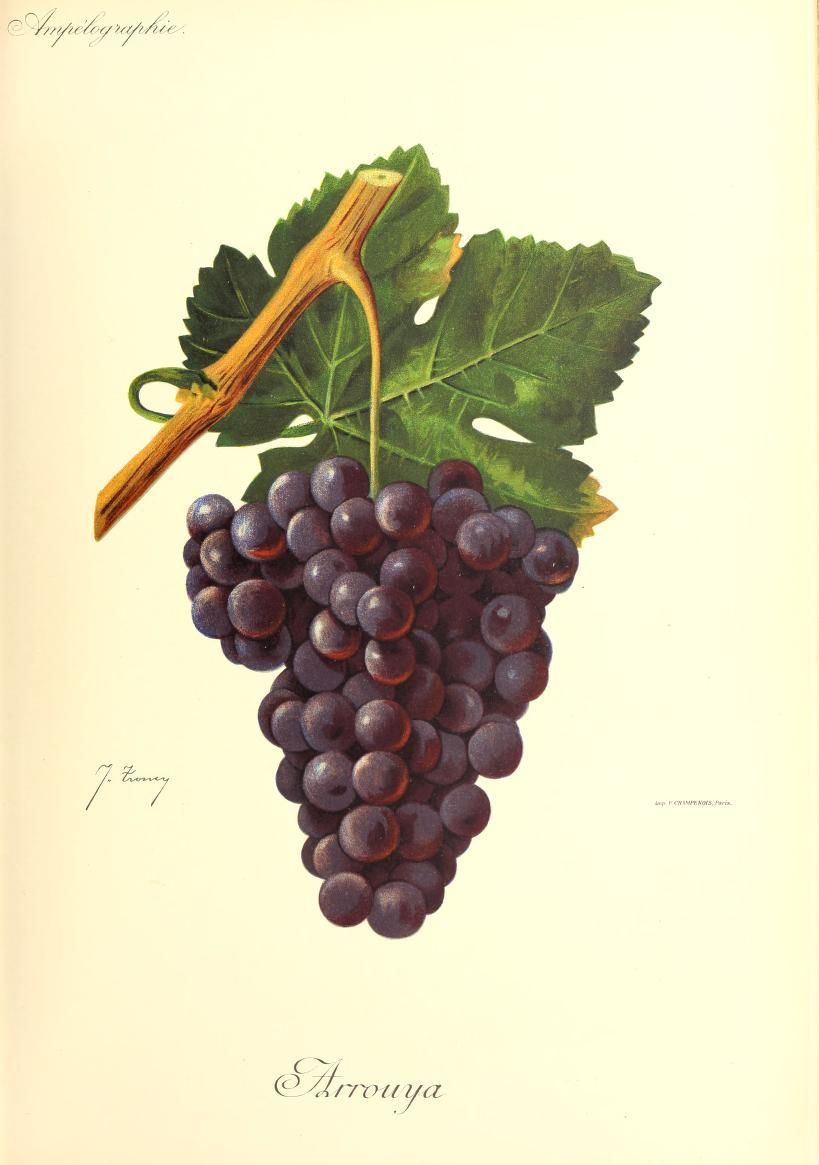
Zeichnung von Arrouya

Arrouya ist eine Rotweinsorte aus der französischen Region Sud-Ouest. Im Dialekt der Region Béarn bedeutet arrouya rot bzw. rötlich. Die Sorte ergibt einen hellroten Wein mäßiger Qualität und wird daher nicht mehr in Neuanlagen berücksichtigt. In der Erhebung von 1988 wurde noch eine Rebfläche von 80 Hektar erhoben, die aber seither deutlich geschrumpft sein sollte.
Arrouya ist aufgrund der sprachlichen Bedeutung auch Synonym der roten Rebsorten Cabernet Franc, Fer Servadou und Manseng Noir, mit denen sie aber nicht verwandt ist.
Eine im Jahr 2007 veröffentlichte Studie belegt, dass die Rebsorten Arrouya, Camaralet de Lasseube, Camaraou Blanc, Camaraou Noir und Penouille genetisch sehr eng miteinander verwandt sind.

## Ampelographische Sortenmerkmale
In der Ampelographie wird der Habitus folgendermaßen beschrieben:
- Die Triebspitze ist offen. Sie ist stark weißwollig behaart mit einem karminroten Anflug. Die grünen Jungblätter sind bronzefarben gefleckt (Anthocyanflecken).
- Die mittelgroßen Blätter (siehe auch den Artikel Blattform) sind rundlich, ungebuchtet oder  fünflappig. Die Stielbucht ist lyren-förmig offen. Der Blattrand ist stumpf gezahnt. Im Vergleich zu anderen Rebsorten sind die Zähne weit gesetzt. Die glänzende Blattoberfläche (auch Spreite genannt) ist in der Nähe der Stielbucht ist blasig.
- Die leicht pyramidalförmige Traube ist mittelgroß, geschultert und dichtbeerig. Die leicht ovoiden Beeren sind mittelgroß und sind von blauschwarzer Farbe.

Die Rebsorte Arrouya treibt mittelspät aus (ca. 5 Tage nach dem Gutedel) und entgeht damit meist den späten Frühjahrsfrösten in den Höhenlagen. Sie reift 25 Tage nach dem Gutedel und gilt somit als spät reifend. Die Rebsorte ist sehr  empfindlich gegen den Falschen Mehltau und die Schwarzfäule der Rebe.

## Synonyme
Die Rebsorte Arrouya ist auch unter den Namen Arhuya, Aroyat, Arrouyat, Arroya, Arruya, Rouja und Vieux-rouge bekannt.